# Щоголев Іван Євгенович
Щоголев Іван Євгенович (нар. 6 липня 1998, м. Харків, пом. 25 березня 2023, с. Берестове, Бахмутський район, Донецька область) — український військовослужбовець, молодший сержант 92-ї окремої механізованої бригади Збройних Сил України, учасник російсько-української війни, який відзначився і загинув під час відбиття російського вторгнення в Україну. Засновник і командир розвідувального підрозділу «Бешкетники Сірка». Герой України (2023, посмертно).

## Життєпис
Закінчив гімназію № 52 міста Харкова та Харківський професійний ліцей машинобудування, здобувши фах токаря-фрезерувальника широкого профілю. 
У дитинстві займався футболом у секції харківського «Металіста». З 2012 року — активний член неформального руху вболівальників футбольного клубу «Металіст» (Харків), учасник фанатського колективу SPC («Simmer Polecats Crew»). Брав активну участь в підтримці команди, створенні перфомансів та навколофутбольних зустрічах. В колективі, де головною цінністю була дружба та взаємопідтримка, Іван знайшов справжніх друзів на все життя.
Під час Революції гідності разом із друзями охороняв людей на Євромайдані від проросійських колаборантів, брав участь у супротиві «російській весні» на вулицях Харкова.
На війні з 18 років. Пройшов «курс молодого бійця» в «Азові», потому вступив до лав добровольчого батальйону ДУК. Протистояв окупантам під командуванням «Да Вінчі» у Першій штурмовій роті. 
Підписав контракт із 92-ю окремою механізованою бригадою, у лавах якої став засновником і командиром розвідувального підрозділу «Бешкетники Сірка». Цей підрозділ вчиняв ворогам «бешкет» на Донеччині навіть тоді, коли інші підрозділи воліли цього не робити. В цьому «бешкетуванні» «Щегол» найкраще проявляв свій військовий хист та винахідливість. На війні почувався повністю реалізованим та не бачив себе ніким іншим, окрім як військовим.
Із початком повномасштабної війни Іван із побратимами боронив від ворога Харківщину, дістав поранення, але невдовзі повернувся у стрій і продовжив бойовий шлях на Донбасі. 
Загинув внаслідок обстрілу із РСЗВ «Град» у районі с. Берестового Бахмутського району Донецької області, коли повертався зі спостережного пункту. Уламки «Градів» потрапили Івану в шию і нанесли йому смертельні рани. 
|                                                                 | Дуже розумний, дуже ініціативний. Його ініціатива завжди рятувала багато бійців. Він казав, що буде боротися до тих пір, поки не буде його дівчина спати спокійно. Казав, що у майбутньому його діти мають жити спокійно... Був мені, як старший брат. Завжди питав його думку, бо вона була для мене дуже важлива, оскільки він завжди знав, що робити. Його справи втілювалися дуже швидко, дуже ініціативно. Він був дуже хороброю людиною. Багато випадків було у нас в його боях, коли він виходив один на групи з ворогом і балакав з ними 15 хвилин і стояв пліч-о-пліч. У нього були сталеві нерви, сталевий характер... |
| — Герой України Євгеній Громадський, у той час — командир Івана | |

Прощання відбулося 29 березня на стадіоні «Металіст» у Харкові. Івана поховали з військовими почестями на Алеї Слави міського кладовища № 18.

## Нагороди
- Відзнака Головнокомандувача Збройних Сил України — Почесний нагрудний знак «Хрест хоробрих» (лютий 2023);
- Орден «За мужність» III ступеня (13 квітня 2022) — за особисту мужність і самовіддані дії, виявлені у захисті державного суверенітету та територіальної цілісності України, вірність військовій присязі[6]. Варто зазначити, що, хоча нагородження фактично відбулося після загибелі Івана, позначка «посмертно» у тексті Указу відсутня, а його військове звання вказано невірно — як «старший солдат»;

- Звання «Герой України» з удостоєнням ордена «Золота Зірка» (8 липня 2023, посмертно) — за особисту мужність і героїзм, виявлені у захисті державного суверенітету та територіальної цілісності України, самовіддане служіння Українському народові[2][9].

## Вшанування пам'яті
- Влітку 2023 року на фасаді будівлі школи, у якій навчався Іван, відкрито меморіальну дошку.
- 26 січня 2024 року у м. Харкові вулицю Уральську перейменували на вулицю Івана Щоголева.